# 科巴卡巴那
科巴卡巴那(Copacabana(At The Copa))是1978年由巴瑞·曼尼洛发表的一首Disco单曲。这首歌的创作者还包括Jack Feldman以及Bruce Sussman。该歌曲被收录进曼尼洛同年发表的专辑Even Now。该歌曲为曼尼洛赢得了1979年格莱美奖的Best Male Pop Vocal Performance奖项。

## 内容
该歌曲虽然被冠名为科巴卡巴那,但实际上它与巴西里约热内卢的有名海滩科巴卡巴那海滩一点关系都没有。它讲述了纽约市的一个名为“科巴卡巴那”的夜总会里发生的一个故事。虽然全曲是以一种欢快的拉丁曲风展现，但歌词所讲述的故事却是一个悲剧。

## 流行文化
- 在热门剧集《六人行》的第2季的24集，由女主角瑞秋·格林（詹妮弗·安妮斯顿饰演）在其前任未婚夫的婚礼上演唱。
- 在动画片《马达加斯加》中该歌曲被引用。
- 这首歌于2003年被改编为了同名舞台音乐剧，并进行了巡回演出。